# Перес дас Мариньяс, Гомес
Гомес Перес дас Мариньас (исп. Gómez Pérez das Mariñas, 1 января 1519 — 25 октября 1593) — испанский колониальный администратор и военный.

## Биография
Гомес Перес дас Мариньас родился в 1519 году в Виверо. 30 января 1579 года он стал губернатором Леона, а 27 сентября 1584 года — коррехидором Мурсии, Лорки и Картахены.
В 1589 году король Филипп II сделал Гомеса Переса дас Мариньаса рыцарем Ордена Сантьяго и назначил генерал-капитаном Филиппин. Добравшись через Америку до места службы, он распустил Королевскую аудиенсию Манилы и выслал её членов в Америку, оставив в качестве судьи по уголовным делам лишь Педро де Рохаса.
Гомес Перес дас Мариньас продолжил возведение оборонительных сооружений Манилы, начатое его предшественниками на посту губернатора. При нём был возведён каменный кафедральный собор, он также поощрял жителей строить дома из камня, а не из горючих материалов.
В 1591 году Гомес Перес дас Мариньас заключил контракт с Эстеваном Родригесом де Фигероа, который обязывал последнего завоевать остров Минданао в обмен на назначение его губернатором завоёванных земель. В 1592 году он получил оскорбительное письмо от Тоётоми Хидэёси, который, объединив Японию под своей властью, решил приступить к завоеванию окрестных стран. В 1593 году в качестве посланца короля Камбоджи прибыл португалец Диегу Белозу, доставивший предложение договора о дружбе и торговле, двух слонов в подарок, а также просьбу о помощи в борьбе с Сиамом. Гомес Перес дас Мариньас отправил в Камбоджу ответные подарки, но не стал сразу соглашаться на военную помощь; впоследствии эти контакты стали основанием для испанских экспедиций в Индокитае.
Гомес Перес дас Мариньас долгое время планировал экспедицию для захвата Молуккских островов. Для этого был собран большой флот, вышедший в море в октябре 1593 года. Губернатор плыл на галере «La Capitana», гребцами на которую были наняты китайцы. На второй день пути китайские гребцы, воспользовавшись удобным моментом, взбунтовались и захватили галеру; в ходе схватки Гомес Перес дас Мариньас был убит.